# Bad Peterstal-Griesbach
Bad Peterstal-Griesbach est une commune de Bade-Wurtemberg (Allemagne), située dans l'arrondissement de l'Ortenau, dans le district de Fribourg-en-Brisgau.

## Transport
La commune est reliée à Offenbourg par le train via la Renchtalbahn et possède deux gares :
- La gare de Bad Peterstal
- La gare de Bad Griesbach, terminus de la ligne